# Munkebäckstorget

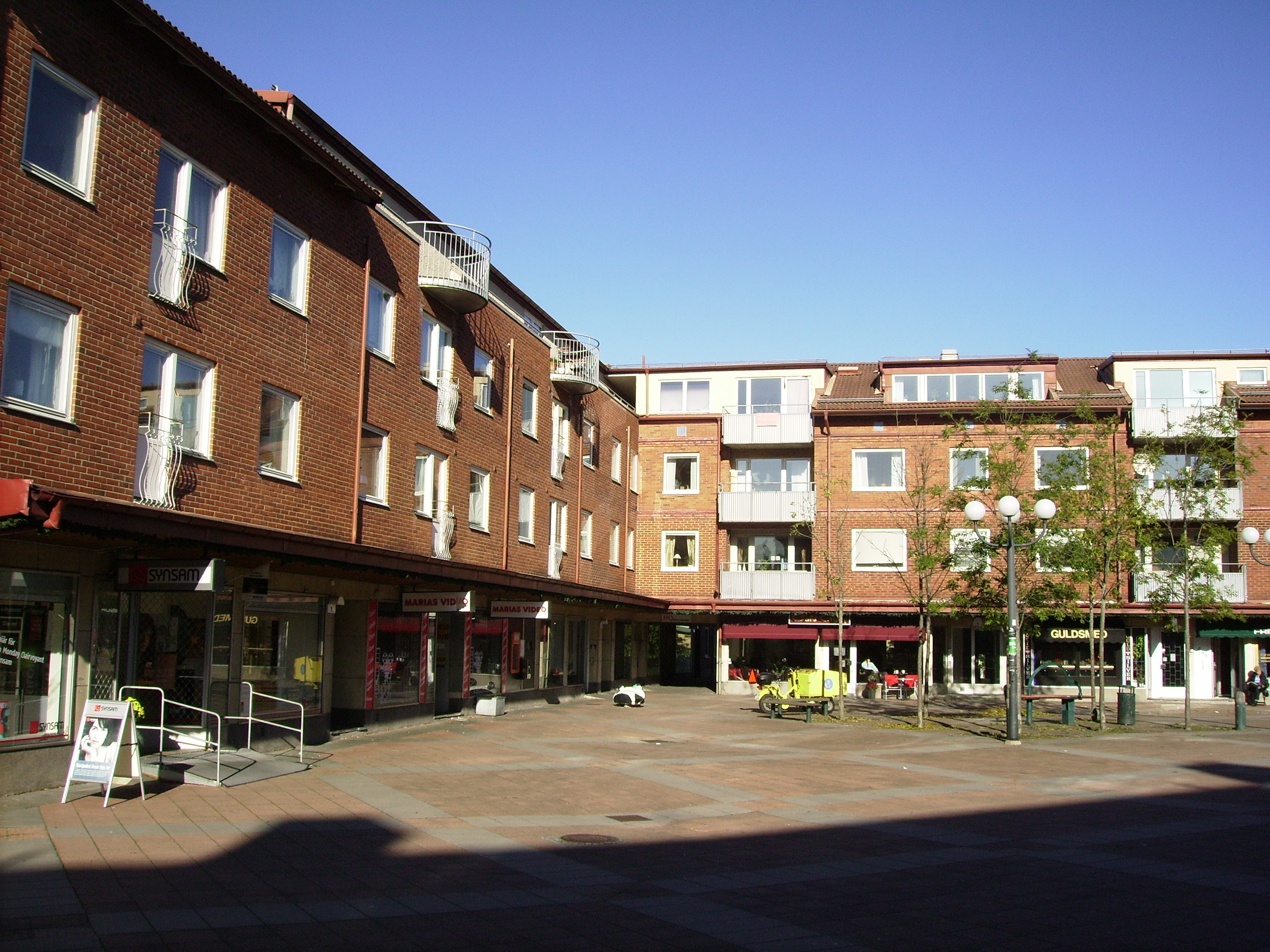
Munkebäckstorget.

Munkebäckstorget är ett torg i stadsdelen Kålltorp i östra Göteborg. Torget fick sitt namn år 1947, efter Munkebäcken, som var ett gammalt namn på Härlandabäcken. Förledet syftar troligen på munkar i Nya Lödöse.

## Service
Torget domineras av affärer, främst Coop, men torget har även en optikaffär, videobutik, restaurang, hårsalong, pizzeria, kiosker och fruktaffär samt apoteket Trasten. Vårdcentralen, som delade lokaler med mödravårdscentral och barnavårdscentral, lades ned under 2004, men har nu återuppstått som ny vårdcentral vid Kaggeledstorget. BVC och MVC har nu vårdcentralens gamla lokaler. Bankkontoret (SEB) stängdes under 2008.

## Kommunikationer
Spårvagn linje 1 och 5 stannar precis bredvid, och stombuss nr 17 cirka hundra meter bort. Spårvagn linje 3 stannar vid hållplats Solrosgatan, som ligger cirka 150 meter söder om torget. Munkebäcksgymnasiet låg tidigare strax norr om torget, men flyttades 2009 till Skånegatan. Den ursprungliga skolbyggnaden är riven och har gett plats för ett bostadsområde.